# Il gladiatore. La lotta per la libertà
Il gladiatore. La lotta per la libertà è un romanzo storico di Simon Scarrow ambientato nel 61 a.C., pubblicato in Italia nel maggio del 2012 dalla casa editrice Giunti.
È il primo romanzo della tetralogia Gladiator Series, una collana per ragazzi con protagonista Marco Cornelio Primo.

## Trama

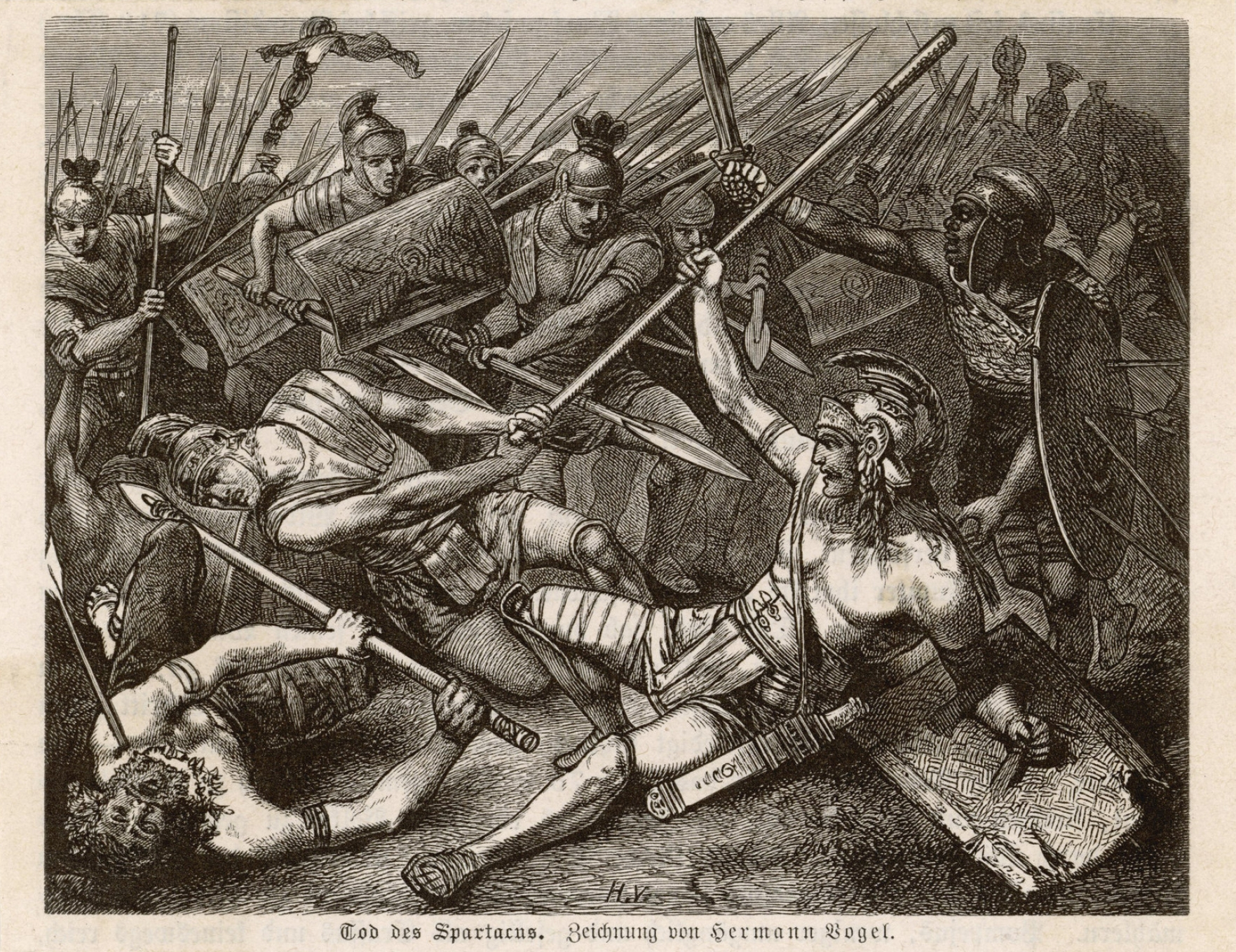
La morte di Spartaco

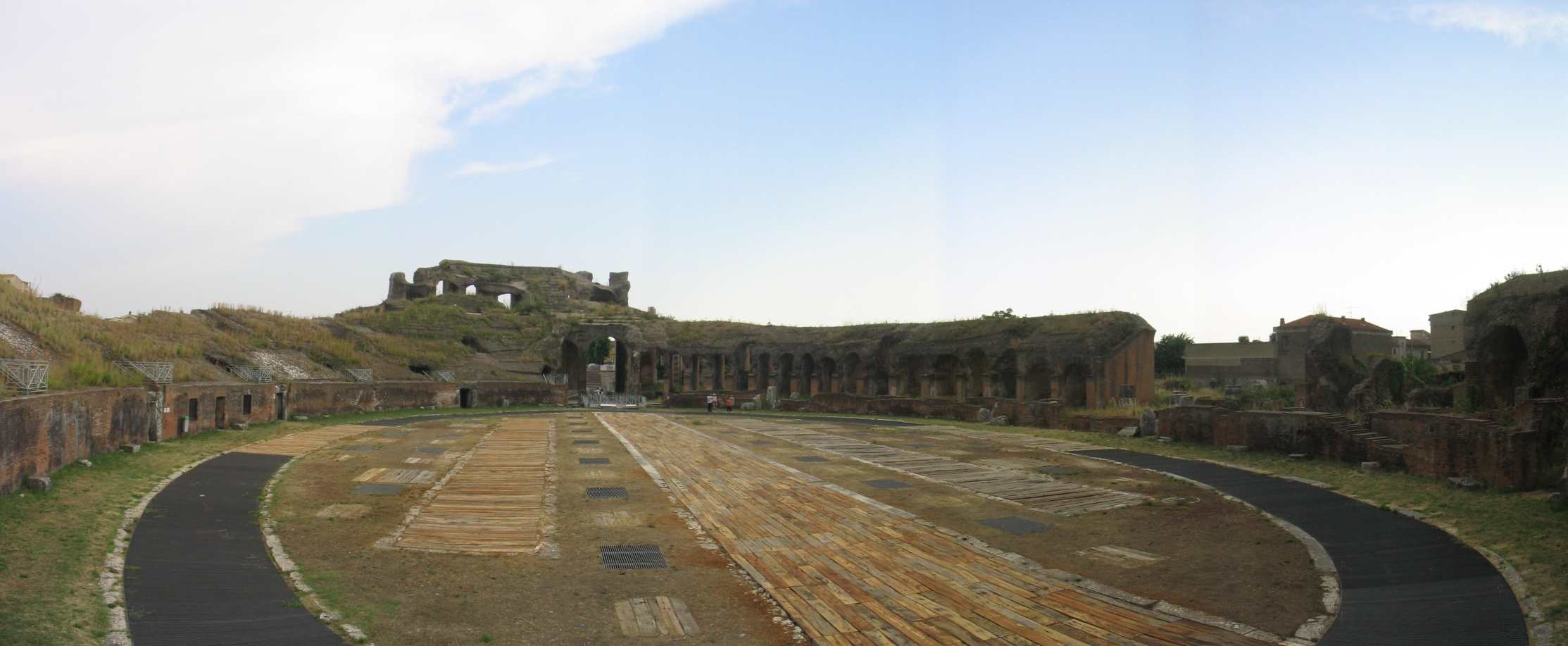
Anfiteatro di Capua, sede della scuola di gladiatori in cui è rinchiuso Marco

È il 71 a.C. Al culmine della terza guerra servile, il centurione Tito Cornelio Pollenio salva la vita al generale Pompeo mentre si trova sul campo di battaglia alla ricerca del cadavere del ribelle Spartaco. Per tale gesto Pompeo promette al centurione eterna riconoscenza.
Dieci anni dopo, nel villaggio di Nydri, sull'isola di Leucade in Macedonia, l'ex centurione Pollonio, congedatosi da quasi dieci anni, vive con la moglie Livia e il figlio Marco, gestendo una piccola tenuta agricola. Tito deve restituire una forte somma di denaro ad un usuraio, Decimo, ma non avendola rifiuta più volte di saldare il debito. Un giorno Decimo invia un gruppo di scagnozzi che uccidono Tito e il suo schiavo e rapiscono Marco e la madre Livia, che vengono condotti dinanzi a Decimo. Questi decide che, vista l'importanza di Tito e la sicura ritorsione da parte di Pompeo se venisse a conoscenza dell'omicidio, madre e figlio diverranno schiavi presso una fattoria sperduta tra le montagne dell'Epiro. Durante il viaggio di trasferimento, Marco riesce a scappare e promette alla madre di tornare a liberarla e vendicare la morte del padre. Dopo aver corso tra i boschi per diversi giorni, decide di tentare di arrivare a Roma per cercare Pompeo. Seguendo quindi un fiume giunge al porto di Dyrrhachium dove si imbarca clandestino su di una nave diretta a Brundisium. Viene scoperto dal capitano e sta per essere gettato a mare, ma un passeggero della nave, il lanista Porcino, lo salva comprandolo per sé come schiavo.
Unitosi agli altri schiavi acquistati da Porcino, Marco viene condotto a Capua e portato nella scuola per gladiatori, dove lui e i suoi compagni cominciano la durissima vita da allievi gladiatori. Il giovane entra nelle simpatie di Brixus ex gladiatore divenuto schiavo, che si occupa delle cucine, e in una delle chiacchierate questi gli racconta di essere stato uno dei luogotenenti di Spartaco ed essere sopravvissuto alla battaglia finale in quanto rimasto nell'accampamento per curarsi. Brixus scopre poi che Marco porta sulla spalla un piccolissimo segno, forse un marchio a fuoco, ma non gliene rileva il motivo.
Dopo alcuni mesi, in inverno, Marco viene incastrato da Ferax, suo rivale di poco più grande di lui, che lo accusa di aver sottratto del cibo dai magazzini. Non riuscendo a discolparsi, Marco viene punito dai Guardiani e condotto nel piazzale, dove tutti gli altri gladiatori vengono fatti disporre su due file a formare un corridoio attraverso il quale Marco dovrà passare facendosi bastonare da tutto. Appena Marco sta per imboccare il corridoio, Brixus grida di essere lui il colpevole e prende quindi il posto di Marco, salvandogli la vita al costo di venire pestato a sangue; vedendolo in difficoltà, Marco esce dalle file e lo salva da un ultimo colpo che Ferax stava per assestargli sul capo. I Guardiani restano colpiti dal coraggio sia di Marco che di Brixus, che si sono salvati a vicenda. Il giorno dopo si viene però a sapere che Brixus è fuggito.
Dopo qualche giorno, Gaio Giulio Cesare si presenta alla scuola gladiatoria assieme al lanista Porcino per assistere agli allenamenti, e rimasto colpito dal duello tra Ferax e Marco decide di comprarli per uno spettacolo che si dovrà svolgere la settimana successiva per lui e alcuni suoi parenti ed amici. Porcino quindi fa intensificare gli allenamenti e il giorno dell'evento tutti i gladiatori scelti arrivano in perfetta forma. Durante lo scontro nell'arena tra Marco e Ferax, quest'ultimo viene atterrato e graziato da Marco, che però disobbedisce all'ordine di Giulio Cesare di uccidere lo sconfitto; di conseguenza, Porcino intende far punire Marco in maniera esemplare, ma Cesare propone di farlo combattere con solo un coltello contro due lupi per espiare la sua offesa. Durante il combattimento con i lupi, la nipote di Cesare Porzia si sporge troppo, cade nell'arena e viene assalita da uno dei lupi, e viene salvata solo dall'intervento di Marco. Cesare ricompensa questo atto eroico comprandolo come suo schiavo e gli comunica che, una volta ristabilito dalle ferite, verrà portato a Roma dove diventerà la guardia del corpo di Porzia. Marco rimane entusiasta di come stiano volgendo gli eventi, in quanto vede avvicinarsi la possibilità di incontrare Pompeo per chiedergli giustizia.
Durante il viaggio in carro per arrivare a Roma, il suo accompagnatore fa una sosta in una locanda e lo lascia solo sul carro. Quasi subito dopo, Marco viene avvicinato da un mendicante, che si rivela essere Brixus e gli spiega il significato del simbolo che si ritrova sulla spalla: egli è il figlio di Spartaco. La moglie del famigerato gladiatore ribelle era incinta quando nella battaglia finale fu catturata dai romani, e la presenza del marchio sulla spalla di Marco lo collega a quella donna, che in effetti era divenuta moglie del padre di Marco dopo che lui l'aveva prelevata tra i prigionieri.

## Personaggi
- Marco Cornelio Primo: figlio del veterano Tito.
- Tito Cornelio Pollenio: ex centurione dell'esercito romano. Padre di Marco.
- Livia: madre di Marco.
- Pompeo: condottiero e Generale dell'esercito romano.
- Gaio Giulio Cesare: tribuno dell'esercito romano durante la terza guerra servile, e futuro condottiero e Dittatore.
- Decimo: usuraio ed esattore, mandante dell'omicidio di Tito Cornelio.
- Porcino: lanista della scuola gladiatoria di Capua.
- Brixus: ex gladiatore ed ex luogotenente dello schiavo ribelle Spartaco.
- Aulo Tullio Tauro: ex centurione, Primo Istruttore della scuola di gladiatori di Porcino.
- Ferax: allievo gladiatore, odiato rivale ed aguzzino di Marco.
- Firo: allievo gladiatore, giunto alla scuola assieme a Marco.
- Pelleneo: allievo gladiatore, giunto alla scuola assieme a Marco.

## Edizioni
- Simon Scarrow, Il gladiatore. La lotta per la libertà, traduzione di Anna Carbone, Giunti Junior, Giunti, 9 maggio 2012,  p. 256, ISBN 978-88-09-77420-9.

- Simon Scarrow, Il gladiatore. La lotta per la libertà, traduzione di Anna Carbone, Tascabili ragazzi, Giunti, 28 maggio 2014,  p. 288, ISBN 978-88-09-79412-2.